# Stratégie
Pour les articles homonymes, voir stratégie (homonymie).
D'après le TLFi, la stratégie est un « ensemble d'actions coordonnées, d'opérations habiles, de manœuvres en vue d'atteindre un but précis ». Son but est d'atteindre le ou les objectifs fixés par la politique (l'idée générale) en utilisant au mieux les moyens à disposition.
Initiée par l'art militaire, la stratégie se décline dans de nombreux domaines d'affrontement ou de compétition tels que les entreprises en management et en marketing,la psychologie (notamment la manipulation mentale ou la séduction), l’économie, la diplomatie, l'écologie, les jeux de stratégie comme les échecs, le jeu de go ou le poker, etc.
Elle se distingue de la tactique, en ce sens qu'elle concerne des objectifs à moyen ou à long terme tels que la victoire d'une guerre ou une politique diplomatique particulière, alors que la tactique concerne des objectifs à court terme tels que la victoire dans une bataille.
Dans son approche économique, elle est l'ensemble des méthodes qui maximisent dans un univers conflictuel ou concurrentiel — c'est-à-dire face à un rival, un opposant, un adversaire, un concurrent ou un ennemi — les chances d'atteindre un objectif donné malgré les actions de l'autre.

## Étymologie et utilisation du mot
Le mot stratégie dérive du grec (stratos signifie « armée », ageîn signifie « conduire »).
Le mot « stratégie » et le qualificatif « stratégique » sont parfois appliqués de façon abusive à différents domaines ou notions. Ils sont ainsi souvent utilisés dans des situations où d'autres termes — plus modestes et plus spécifiques — tels que « politique », « idée », « concept », « plan », « alliance » ou « tactique » seraient plus appropriés.
- L'élaboration d'une action, notamment dans les activités économiques (d'entreprise, commerciales, industrielles, ou financières, etc.) ne relève pas systématiquement et forcément d'un niveau de réflexion ou d'une démarche « stratégiques ».
- Au jeu d'échecs, on ne peut minimiser l'importance et le rôle spécifiques de la composante tactique dans la stratégie échiquéenne.
- Il est également parfois fait état de « stratégies d'apprentissage » (en didactique) ou de « stratégies de communication » alors qu'il serait plus judicieux et plus exact de parler de « méthodes » ou de « techniques » d'apprentissage et de communication.

## Parallèle entre les stratégies militaire et d'entreprise
Le parallèle entre la stratégie militaire et la stratégie d'entreprise — initié conceptuellement par Carl von Clausewitz dans De la guerre et par Théodule Ribot dans Essai sur l'imagination créatrice — a été repris de façon méthodique en 1969 par Fernand Boucquerel dans son livre Management. Politique-Stratégie-Technique.
La transposition est difficile pour plusieurs raisons :
- La « guerre » entre les entreprises est médiatisée par les consommateurs ou les clients (le marché). Ce sont eux qui, in fine, décident et non pas le sort des armes[7].
- La « guerre » entre les entreprises se déroule sur plusieurs niveaux (corporate, business, produit). La guerre terrestre entre belligérants aussi, mais ce ne sont pas les mêmes[8].
- Les démarches stratégiques d'entreprises ne sont pas toujours concurrentielles (c'est-à-dire qu'elles ne tiennent pas forcément compte des stratégies potentielles futures des concurrents), alors que les démarches stratégiques militaires le sont toujours.

| Militaire                                    | Niveau       | Niveau       | Entreprise                              |
| -------------------------------------------- | ------------ | ------------ | --------------------------------------- |
| Répartition et déploiement des forces armées | Stratégie    | Stratégie    | Portefeuille géostratégique d'activités |
| Théâtre d'opération Campagne Manœuvre        | Art opératif | Tactique     | grande tactique                         |
| Champ de bataille Bataille                   | Tactique     | Opérationnel | Segment de marché Stratégie produit     |

## Enjeux

### Stratégie et anticipation

#### Horizons et scénarios
L'établissement d'une stratégie exige : 
- d'une part, d'évaluer la probabilité de réalisation des choix susceptibles d'être faits ;
- d'autre part, d'adopter une règle ou un indicateur de préférence pour classer les résultats escomptés de différents scénarios.

#### Notions d'importance et d'urgence
Les responsables dans les organisations sont toujours confrontés à un certain nombre de tâches à accomplir. Ces tâches sont plus ou moins urgentes ou importantes. Les responsables commenceront toujours par les tâches urgentes et importantes, et délaisseront presque toujours les tâches qui ne sont ni urgentes, ni importantes. Les tâches urgentes et non importantes doivent faire l'objet d'une délégation de pouvoirs. Les tâches importantes et non urgentes sont le domaine de la réflexion stratégique : on n'est pas à une journée près pour s'y attaquer, et il y a toujours de bonnes raisons pour les repousser.

#### Stratégie et la théorie des jeux
Dans la théorie des jeux, une stratégie désigne un processus de conduite de la décision.

#### Choix et tactique

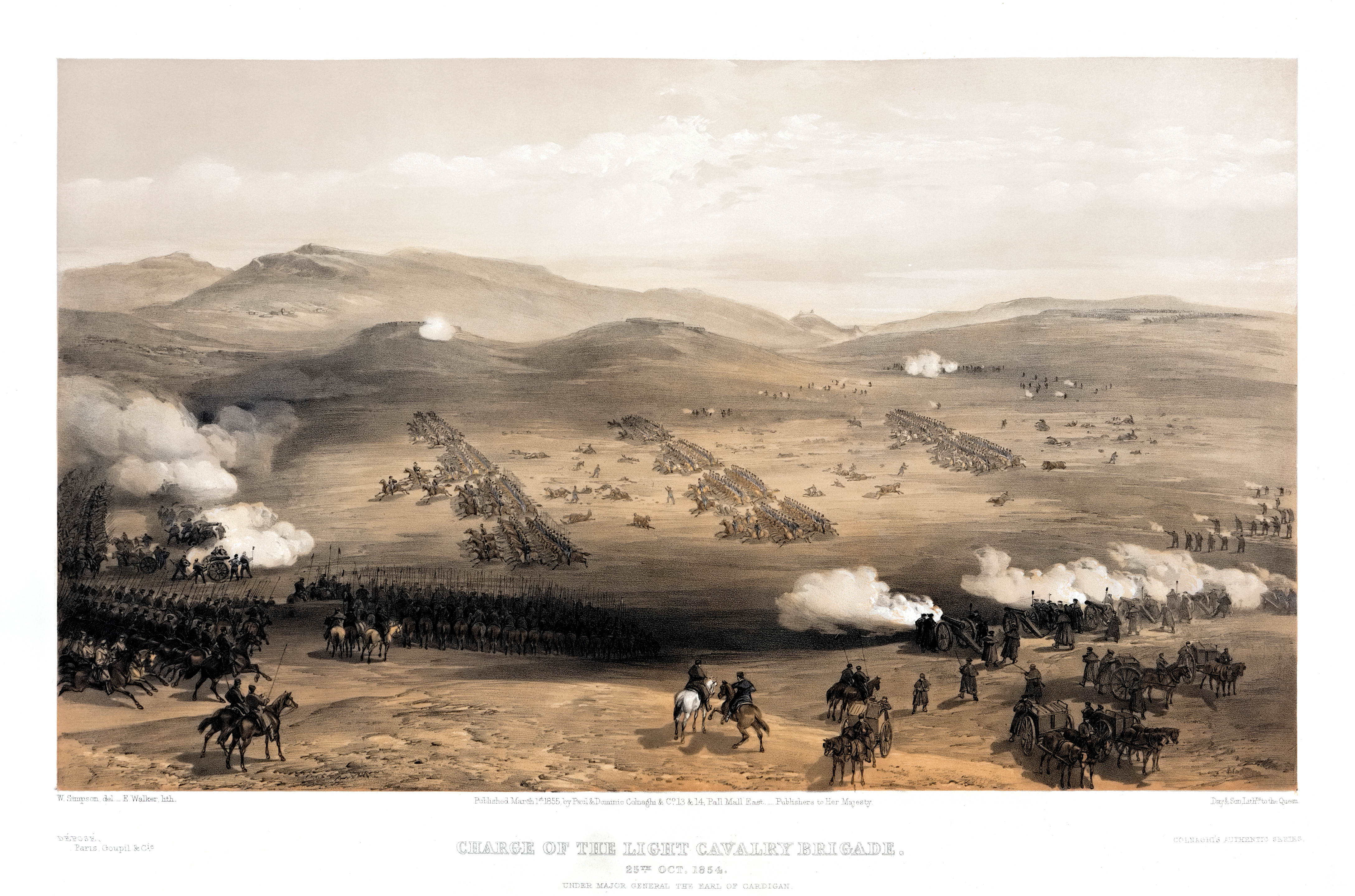
1855. La charge de la Brigade légère à Balaclava illustrant le niveau tactique.

Par héritage de la terminologie militaire (qui fait la différence entre « gagner la guerre », « remporter une campagne » et « gagner une bataille ») et par extension, les termes ont une portée distincte :
- la stratégie vise un objectif global et à plus long terme (équivalent civil de gagner la « guerre ») ;
- l'art opératif et les opérations visent à aborder la bataille en position favorable ;
- la tactique vise un enjeu plus local et limité dans le temps (équivalent civil de gagner une « bataille »).

Ainsi, l'art de combiner les moyens et les ressources en fonction des contingences, relève de trois niveaux de responsabilité distincts avec une terminologie différente en stratégie militaire et en stratégie d'entreprise.
| Stratégie militaire                                                                    | Stratégie d'entreprise |
| -------------------------------------------------------------------------------------- | --- |
| Le niveau stratégique (chef d'État et Chef d'État-Major des armées)                    | Le niveau stratégique, soit le plus haut niveau de l'organisation (par exemple : conseil d'administration ou direction générale)                 |
| Le niveau opératif (commandant d'une opération)                                        | Le niveau tactique, décliné et porté par l'encadrement supérieur de l'organisation (par exemple : comité de direction)                           |
| Le niveau tactique (commandants des composantes terrestres, maritimes, aériennes, ...) | Le niveau opérationnel, qui est celui de l'entité ou du service local, engagé dans une action particulière (par exemple : atelier de production) |

### Stratégie, programmation et planification
La stratégie consiste en la définition d'actions cohérentes intervenant selon une logique séquentielle pour réaliser ou pour atteindre un ou des objectifs. Elle se traduit ensuite, au niveau opérationnel en plans d'actions par domaines et par périodes, y compris éventuellement des plans alternatifs utilisables en cas d'évènements changeant fortement la situation.
Le plan est un programme de mise en œuvre d'une stratégie (plan stratégique) ou d'une tactique (budget fonctionnel). Il permet de passer du niveau conceptuel à celui de l'action. Il précise son horizon temporel et est assorti d'un budget.
Le raisonnement stratégique est de nature plus complexe : il intègre les ressources dans les données du problème car le fait de disposer ou non des ressources suffisantes peut conditionner fortement la définition des objectifs. La « bonne » stratégie ne peut évacuer a priori la question des ressources : elle peut conduire en effet à renoncer à des objectifs pressentis comme « irréalistes » ou du moins à les reformuler.
Une réflexion pertinente sur les ressources porte sur les vertus de ce qui existe et sur les moyens d'en tirer parti. Elle consiste en la valorisation et la mobilisation des ressources humaines, la fertilisation des réussites et des innovations, l'optimisation de l'emploi des capacités financières et des moyens matériels, la saisie de toutes les occasions et de toute conjoncture favorable, avec la minimisation des coûts et l'économie des énergies. Quant aux contraintes et aux obstacles, on essaye de les aménager, de les contourner, et mieux encore, de les transformer en ressources.

## Domaines d'application

### Diplomatie
En diplomatie, les termes de plan, de doctrine, de principes, de charte, d'engagement, de protocole ou de feuille de route sont souvent préférés pour désigner les lignes directrices des relations internationales, dans un domaine donné ou le cadre plus général d'une politique internationale.

### Développement durable
La politique économique se réfère au concept de stratégie de développement. Si une telle stratégie veut englober toutes les dimensions de la société civile (exigences des parties prenantes, analyse du contexte de l'entreprise, prise de responsabilité, perception précoce et conscience face aux risques…), elle ne peut se limiter aux aspects strictement économiques de la stratégie, mais doit au contraire intégrer les aspects environnementaux et sociaux dans une vision globale de la gouvernance de type développement durable.

### Domaine militaire
Terrain ancien et privilégié de la réflexion et de l'application stratégique.
La stratégie militaire est dans une acception restrictive la — théorie relative à l'usage des forces armées dans l'engagement —. Il est dans une perception moins dévoyée, la combinaison planifiée et anticipée de forces militaires qu'elles soient terrestres, navales et aériennes, de renseignement ou de maîtrise des espaces stratosphériques ou cybernétiques en vue de l'obtention d'un effet tactique propre à soumettre l'adversaire à une volonté. Elle pense donc l'usage de la force militaire.

### Management d'entreprise
La stratégie est généralement appréhendée comme la manière dont une organisation investit des ressources pour en obtenir un avantage compétitif et atteindre ses objectifs, en tenant compte des changements attendus dans son environnement. En tant qu'approche globale, cette responsabilité et cette tâche sont attribuées à la direction générale.
Divers auteurs présentent une définition de la stratégie d'entreprise :
- Pour Alfred Chandler (1960), elle consistait à déterminer les objectifs et les buts fondamentaux à long terme d’une organisation puis à choisir les modes d’action et d’allocation des ressources qui permettront d’atteindre ces buts et objectifs. En d’autres termes, c’est mettre en place les actions et allouer les ressources nécessaires pour atteindre lesdites finalités. Elle comporte de ce fait deux phases à savoir premièrement la fixation d’objectifs[11][source insuffisante]. La seconde phase est donc la détermination des ressources et des moyens. Elle est donc un concept qui fait partie du quotidien du manager et qui induit une action permanente.
- Pour Tregoe & Zimmerman (1980), la stratégie d'une entreprise est ce qu'elle veut être afin de survivre et comment elle va faire pour y arriver[12].
- Henry Mintzberg (1999), quant à lui l'a appréhendée comme un plan, un modèle, une position, une perspective et un stratagème[13][source insuffisante]. La stratégie est traduite par les questions suivantes. Que produire ? Comment réaliser cette production ? Avec quels moyens le faire ?
- A. Derray, A. Lusseault (2001), y voient l’art d'organiser et de coordonner un ensemble d'opérations pour parvenir à un but[14].
- Pour Laurence Lehmann-Ortega et al. (2013), elle consiste à choisir ses activités et à allouer ses ressources de manière à atteindre un niveau de performance durablement supérieur à celui de ses concurrents dans ces activités, dans le but de créer de la valeur pour ses actionnaires[15].
- Pour Michael Porter (De 1982 à aujourd'hui), la stratégie d'entreprise consiste à surmonter les contraintes de l'environnement concurrentiel (le modèle des 5 +1 forces) en organisant les ressources disponibles (à travers la chaine de valeur de l'entreprise) pour d'obtenir un avantage concurrentiel durable.

Selon Richard Whittington trois niveaux méritent d'être distingués :
1. la stratégie d'entreprise, qui est le processus, la démarche ou l'ensemble des méthodologies (matrice d'analyse stratégique, etc.) qui permet d'élaborer un portefeuille d'activité et d'allouer à long terme des ressources à des secteurs d'activité géostratégiques assurant la pérennité de l'entreprise et la rémunération des actionnaires avec le maximum de chances de succès. Elle concerne « l'entreprise dans sa globalité. Elle a pour but de répondre aux attentes des actionnaires, et des autres parties prenantes en augmentant la valeur des différentes composantes de l'entreprise ».
2. la stratégie par domaine d'activité ;
3. les stratégies opérationnelles qui déterminent « comment les différentes composantes de l'organisation (ressources, procédés, savoir-faire des individus…) répondent effectivement aux orientations stratégiques définies au niveau global et au niveau de chacun des domaines d'activité ».

### Écologie
En écologie, une stratégie est l'ensemble des mécanismes utilisés par des organismes pour croitre, survivre, se reproduire et coloniser l'espace.

### Stratégie militaire
- Carl von Clausewitz, De la guerre (1843), Éditions Ivrea
- Antoine de Jomini, Précis de l'art de la guerre, Champ libre
- Edward Luttwak, Le Paradoxe de la stratégie, Odile Jacob, 1989
- Basil Lidell-Hart, Stratégie
- Hervé Coutau-Bégarie : Traité de stratégie, Economica, 2005
- André Beaufre (Général), Introduction à la stratégie (1963), Fayard/Pluriel, 2012

### Stratégie militaire et stratégie d'entreprise
- Fernand Bouquerel, Management. Politique - Stratégie - Tactique, Dunod, 1969
- Peter Linnert, Clausewitz et le management, Éditions d'Organisation, 1972
- Gil Fiévet (Général), De la stratégie militaire à la stratégie d'entreprise, InterEditions, 1992
- Gil Fiévet (Général), De la stratégie militaire. L'expérience militaire au service de l'entreprise, InterEditions, 1993
- Frédéric Le Roy, Stratégie militaire et management stratégique des entreprises, Économica, 1999
- Roula Chebab, Stratégie militaire et stratégie d'entreprise, Faculté de gestion et de management, 32 p. (lire en ligne)
- Stéphane Chalmin, Gagner une guerre aujourd'hui, Economica, 2013

### Stratégie d'entreprise
- Alfred Chandler, Stratégies et structures de L'entreprise, Paris, Organisation 1964
- (en) Benjamin Tregoe, John Zimmerman, Top Management Strategy. What It Is and How to Make It Work, Simon & Schuster, 1980
- (en) Henry Mintzberg, « The Strategy Concept I: Five Ps for Strategy », California Management Review, automne 1987, p. 11-24
- (en) Bruce Henderson, The Origin of Strategy, Harvard Business Review, novembre 1989 (présentation en ligne)
- Patrick Joffre, Gestion stratégique, EMS, 1992
- Michael Porter, Choix stratégiques et concurrence. Techniques d'analyse des secteurs et de la concurrence dans l'industrie (1982), Économica, 1999
- (en) Henry Mintzberg, Quinn, etc., The strategy process, Pearson Education, 1999
- Alain Derray, Alain Lusseault, Analyse stratégique, Ellipses, 2001, p. 86
- (en) Henry Mintzberg, Joseph B. Lampel, James Brian Quinn, Sumantra Ghoshal, The Strategy Process. Concepts, Context, Cases (4e édition), Prentice Hall, 2002
- Michael Porter, L'avantage concurrentiel. Comment devancer ses concurrents et maintenir son avance (1986), Dunod, 2003
- Richard Whittington, Duncan Angwin, Patrick Regnér, Gerry Johnson, Kevan Scholes et Frédéric Fréry, Stratégique, Pearson, 2023, 13e éd., 722 p. (ISBN 978-2-326-00324-8), pp. 3-38.
- Gilles Bressy, Christian Konkuyt, Management et économie des entreprises, chap 9, 10 et 11, 11e éd., éd. Sirey, 2014
- Olivier Meier, Diagnostic stratégique, 4e éd., Dunod, 2015
- Frédéric Le Roy, Les Stratégies de l'entreprise, 4e édition, Dunod, 2012
- Laurence Lehmann-Ortega, Frédéric Le Roy, Bernard Garrette, Pierre Dussauge, Rodolphe Durand, Strategor. Toute la stratégie d'entreprise, 6e édition, Dunod, 2013

### Stratégie et théorie des jeux
- John von Neumann, Oskar Morgenstern, Théorie des jeux et comportements économiques (1953), université des sciences sociales de Toulouse, 1977
- John McDonald, Strategy in Poker, Business & War (1950), Norton, 1996

### Stratégie militaire
- Géopolitique
- Géostratégie
- Diversion (militaire)
- Guerre

### Stratégie d'entreprise
- Business model
- Business plan
- Conseil en stratégie
- Culture stratégique
- Géoéconomie
- Intelligence économique
- Management stratégique
- Stratégie du bord de l'abîme
- Stratégie de communication
- Stratégie du dauphin
- Stratégies génériques de Porter
- Stratégie de niche

### Théorie des jeux, jeux de stratégie et divers
- Jeux de stratégie
- Stratégie (technique de combat)